# Tamada Makoto
Tamada Makoto, nyugaton Makoto Tamada (Macujama, 1976. november 4. –) japán motorversenyző, jelenleg a Superbike-világbajnokság tagja. Előtte több éven keresztül a MotoGP-ben versenyzett.

## Karrierje

### Kezdetek
A minimotoros évek után első komolyabb sikerét 1994-ben, egy regionális 250 köbcentiméteres versenysorozat megnyerésével aratta. 1999-ben a legnagyobb japán sorozatban, az All Japan Road Race Championshipben indult. A következő négy évben mindig a legjobb ötben végzett. 1999-ben a Superbike-világbajnokság japán futamán indult, szabadkártyásként.

### MotoGP
2003-ban a MotoGP-ben szereplő Pramac Racinghez igazolt. Egy évvel később Sti Pons csapatához, a Camel Hondához szerződött. Első évében még „csak” egy harmadik helyet és egy első rajtsoros indulást könyvelhetett el, 2004-ben viszont a legeredményesebb szezonja volt. Két győzelmet is szerzett, a szezon végén a hatodik helyen zárt.
2007-ig még versenyzett a sorozatban, egyre kevesebb sikerrel. Utolsó szezonját a Tech 3-nél töltötte, Sylvain Guintoli csapattársaként. A szezont a 18. helyen zárta, 38. ponttal.

### Superbike
Mivel 2008-ra sehol nem kínáltak neki szerződést, a Superbike-világbajnokságba szerződött, a Kawasakihoz. Két éve alatt végig Régis Laconi volt a csapattársa.
2009. október 6-án bejelentették, hogy a Kwasaki nem kívánja meghosszabbítani szerződését, helyét a MotoGP-ből a sorozatba visszatérő Chris Vermeulen veszi át.

## Külső hivatkozások
- Hivatalos weboldala